# پارک ملی آندوههلا
پارک ملی آندوههلا (به لاتین: Andohahela National Park) یک پارک ملی  در ماداگاسکار است که در Anosy - southern Madagascar واقع شده‌است.